# Vincenzo Colli
Vincenzo Colli (ur. 22 września 1899 w Cortinie d’Ampezzo, zm. 25 czerwca 1961 w Belluno) – włoski biegacz narciarski, olimpijczyk.
Był bratem Enrico Colliego.

## Występy na IO
| Rok  | Igrzyska olimpijskie | Konkurencja                | Miejsce |
| 1924 | Chamonix             | Biegi narciarskie – 50 km. | 11.     |